# Rudolph von Unruhe
Karl Rudolph Ferdinand von Unruhe (* 8. Oktober 1834 zu Jethe; † 2. Januar 1892 in Neuruppin) war ein preußischer Generalmajor.

## Leben

### Herkunft
Rudolph entstammte dem schlesischen Adelsgeschlecht derer von Unruhe. Er war der Sohn von Ferdinand von Unruhe (* 12. Januar 1772 in Jethe; † 13. April 1843 ebenda) und dessen Ehefrau Franziska Wilhelmine, geborene von Metzsch, (* 7. März 1789 in Reuth; † 7. Januar 1875 in Guben). Sein Vater stand als Major in sächsischen Diensten und war Herr auf Jethe.

### Militärlaufbahn
Unruhe besuchte das Gymnasium in Guben und war anschließend Kadett in Wahlstatt und Berlin. Am 29. April 1854 wurde er als Sekondeleutnant dem 9. Infanterie-Regiment (Colberg) der Preußischen Armee überwiesen. Hier war Unruhe ab 4. Mai 1857 als Untersuchungsführender Offizier tätig und wurde zum 1. Juli 1859 als Hilfslehrer der topographischen Aufnehmen an die Divisionsschule der 3. Division kommandiert. Ab 21. August 1859 war er Adjutant beim II. Bataillon des 9. Landwehr-Regiments in Cöslin und ab dem 1. Oktober beim dortigen Stammbataillon des Regiments. Durch die AKO vom 5. Mai 1860 wurde aus den drei Bataillonen der Landwehr das 9. kombinierten Infanterie-Regiment formiert. Zu dessen Regimentsadjutant wurde Unruhe am 13. Juni 1860 ernannt. Die Regimentsbezeichnung änderte sich am 1. Juli 1860 in 6. Pommersches Infanterie-Regiment Nr. 49 mit Garnison in Stargard. Am 30. November 1860 folgte seine Beförderung zum Premierleutnant und als solcher war Unruhe vom 8. bis 23. Oktober 1865 zur Teilnahme an der Generalstabsübungsreise des II. Armee-Korps aus Stettin sowie vom 1. April bis 10. Mai 1866 zur Militärschießschule in Spandau kommandiert.
Im Anschluss daran nahm er während des Krieges gegen Österreich an der Schlacht bei Königgrätz teil und erhielt dafür den Roten Adlerorden IV. Klasse mit Schwertern. Nach dem Friedensschluss wurde aus seiner Kompanie zusammen mit anderen in Bromberg stationierten am 30. Oktober 1866 das Infanterie-Regiment Nr. 76 formiert. Als Garnisonsstädte wurden den Bataillonen der Musketiere Hannover, dem der Füsiliere Hameln zugewiesen. Am selben Tage wurde er mit seiner Beförderung zum Hauptmann zum Chef der 11. Kompanie ernannt. Nachdem die Garnisonen 1867 in die Freien Hansestädte Hamburg und Lübeck verlegt wurden, änderte sich die Benennung des Regiments in 2. Hanseatisches Infanterie-Regiment. Vom 14. Mai 1868 war er Adjutant beim Generalkommando des II. Armee-Korps in Stettin. Am 10. März 1870 in den Großen Generalstab nach Berlin versetzt, war er ab dem 24. März 1870 im Generalstab des II. Armee-Korps tätig.
Im Deutsch-Französischen Krieg nahm er an der Belagerung von Metz und Paris, den Schlachten bei Gravelotte, Champigny-Villiers, den Gefechten bei Frasne und Pontarlier, sowie dem Jura-Feldzug teil. Ausgezeichnet mit beiden Klassen des Eisernen Kreuzes wurde Unruhe nach Kriegsende am 30. Oktober 1871 zum Major befördert. Dem Generalstab der Armee war er seit dem 30. November 1872 aggregiert bei gleichzeitiger Kommandierung zur IV. Armee-Inspektion. Zum Oberstleutnant am 22. März 1877 befördert, wurde er zur Generalstabsübungsreise des Großen Generalstabs am Rhein vom 26. September bis zum 15. Oktober 1877 kommandiert. Zum Chef des Generalstabs vom IX. Armee-Korps in Altona wurde er am 5. Februar 1878 ernannt. Seine Beförderung zum Oberst fand am 16. September 1881 statt.
Am 22. März 1884 wurde er zum Kommandeur vom Kaiser Alexander Garde-Grenadier-Regiments Nr. 1 in Berlin ernannt. Aufgrund eines Herzfehlers und der daraus resultierenden schweren Erkrankung musste Unruhe seinen Abschied einreichen. Unruhe wurde daraufhin am 12. Januar 1886 mit Pension und der Erlaubnis zum Tragen der Regimentsuniform unter Verleihung des Kronenordens II. Klasse zur Disposition gestellt. Am 15. Januar 1887 erhielt er noch den Charakter als Generalmajor. Mit seiner Pension wurde am 15. Juli 1890 sein Abschied bewilligt.

## Auszeichnungen
- Roter Adlerorden III. Klasse mit Schleife und Schwertern am Ring[1]
- Eisernes Kreuz I. Klasse[1]
- Bayerischer Militärverdienstorden II. Klasse[1]
- Kommandeur II. Klasse des Dannebrogordens[1]
- Komtur des Franz-Joseph-Ordens[1]
- Russischer Sankt-Stanislaus-Orden II. Klasse[1]
- Kommandeur des Sankt-Olav-Ordens[1]
- Kommentur II. Klasse des Friedrichs-Ordens[1]